# 1644 en science
| Années de la science : 1641 - 1642 - 1643 - 1644 - 1645 - 1646 - 1647    |
| Décennies de la science : 1610 - 1620 - 1630 - 1640 - 1650 - 1660 - 1670 |

Cet article présente les faits marquants de l'année 1644 en science.

## Événements
- 26 février : Blaise Pascal présente au grand Condé sa « machine arithmétique »[1].
- Le Problème de Bâle est posé par Pietro Mengoli ; il sera résolu en 1735 par le mathématicien suisse Leonhard Euler[2].
- Les fondeurs de cloches Pierre et François Hemony réalisent avec l'aide du musicien Jacob van Eyck le carillon de Zutphen, qui passe pour le premier carillon parfaitement accordé[3].

## Publications
- Andrea Argoli : Primi mobilis Tabulae, Padoue, 2 vol. in-4° ;
- Anselmus Boëtius de Boodt : Le Parfaict joaillier ou l'histoire des pierreries sont amplement descrites, Lyon, Huguetan, à titre posthume (lire en ligne) ;
- Giovanni Battista Pisani : Memoriale aritmetico: per indirizzo et aiuto di chi desidera con ogni facilità e sicurezza apprendere la prattica del conteggiare, Milan ;
- Jean-Baptiste Van Helmont : Opuscula medica inaudita ;
- Torricelli : Opera geometrica.

## Naissances
- 25 janvier : Antoine Thomas († 1709), jésuite astronome belge en Chine.
- 22 mars : Otto Mencke († 1707), mathématicien et professeur allemand.
- 25 septembre : Ole Christensen Rømer († 1710), astronome danois.
- Date précise inconnue :
  - Guillaume Lamy (†  1683), médecin français.
  - Johann Jacob Zimmermann († 1693), mathématicien et astronome allemand (ou en 1642).

## Décès
- Janvier : Georg Markgraf (né en 1611), naturaliste allemand, explorateur notamment du Brésil.
- 2 juillet : William Gascoigne (né en 1612), astronome, mathématicien, scientifique anglais, inventeur du micromètre.
- Juillet : William Crabtree (né en 1610), astronome, mathématicien, scientifique anglais qui a réalisé en 1639 avec Jeremiah Horrocks la première observation retenue par l'histoire d'un transit de Vénus.
- 28 septembre : Thomas Johnson (né en 1604/5), botaniste britannique.
- 30 décembre : Jean-Baptiste van Helmont (né en 1579), alchimiste, chimiste, physiologiste et médecin originaire des Pays-Bas espagnols.